# عروسی سفید
عروسی سفید، (انگلیسی: White wedding)، یک عروسی سنتی نیمه رسمی یا رسمی ست که در بریتانیا شکل گرفت.
ریشه این واژه در رنگ سفید لباس عروس است، که ابتدا به‌واسطه نخبگان دوره ویکتوریا پس از اینکه ملکه ویکتوریا لباس سفید تور‌داری را در عروسی‌اش پوشید رایج شد. اگر چه این واژه هم‌اکنون به‌طور کل، ازدواج غربی معمول و رایج را شامل می‌شود، به ویژه در سنت دین مسیحیت که به‌طور کلی شامل مراسمی ست که ازدواج با آن آغاز می‌شود و با یک تالار عروسی ادامه می‌یابد.

## پیشینه

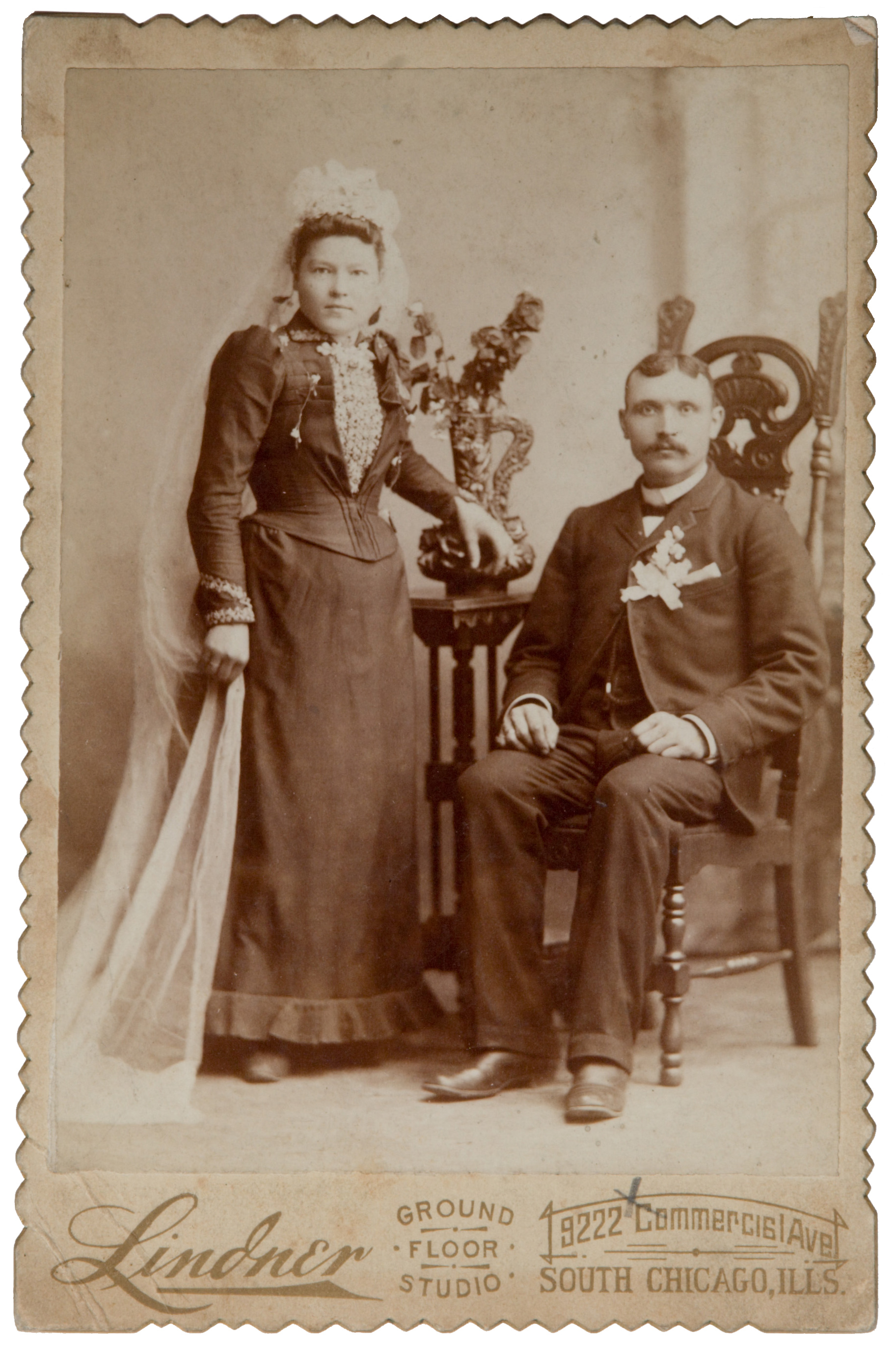
عروس اواخر قرن نوزدهم که یک لباس عروسی سیاه یا تیره رنگ پوشیده

سنت عروسی سفید معمولاً به لباس عروسی سفیدی که ملکه ویکتوریا برای عروسی اش با شاهزاده آلبرت در سال ۱۸۴۰ انتخاب کرد منسوب است. در سنت مسیحی لباس سفید نماد دوشیزگی، پاکی و آمادگی برای عروسی با مردی ست که زندگی‌اش را با او سهیم می‌شود. این توصیفی از آمادگی درونی انسان است.

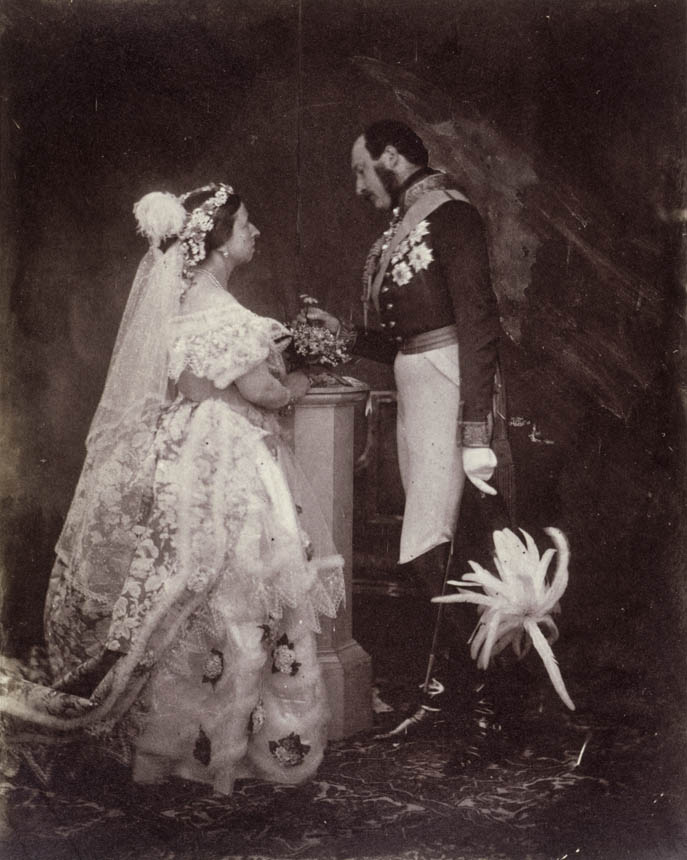
ملکه ویکتوریا و شاهزاده آلبرت

پیش از ویکتوریا، عروس‌های سلطنتی به‌طور کلی سفید نمی‌پوشیدند، بلکه در عوض، لباس‌های زنانه گل برجسته که با نخ سفید و نقره‌ای (و قرمز که به‌طور ویژه بیشتر در اروپای غربی رنگ رایج است) گلدوزی شده بود را انتخاب می‌کردند. عروس‌های اروپایی و آمریکایی لباس‌های پررنگی را می‌پوشیدند شامل آبی، زرد و رنگ‌های کاربردی مانند سیاه، قهوه‌ای یا خاکستری. همان‌طور که خبر شیوه عروسی ویکتوریا در سراسر آتلانتیک و اروپا منتشر شد، نخبگان نیز روش او را دنبال کردند. به دلیل محدودیت‌های تکنیک‌های شستشو، لباس‌های سفید موقعیتی را برای مصرف تجملی ایجاد کرد. این لباس‌های سفید در اصل راهی بود برای اینکه به جهان نشان دهند که خانواده عروس ثروتمند است و بخش مهمی از این کلاس مرفه این بود که عروس مایل بود لباسی را با دقت انتخاب نماید که با هر گونه کار یا فشار خراب می‌شود. همچنین در آن دوران زمانی که دختران به دربار مشرف می‌شدند، رنگی که لازم بود بپوشند رنگ سفید بود.
هرچند حداقل در طول قرن نوزدهم در بسیاری از کلیساها لازم بود زنان حجاب داشته باشند، احیای حجاب عروسی به عنوان نمادی از عروس، و استفاده آن حتی زمانی که در دین عروس واجب نبود، با اهمیت و تأکید اجتماع بر محجوب و نیک‌رفتار بودن زنان همراستا و مطابق بود.
از آن زمان کتاب‌های قوانین اخلاقی رویکرد خود را به یک روش سنتی تغییر دادند و لباس بلند سفید زنانه به سرعت یک نماد رایج از حالتی شد که بر «معصومیت و پاکی جنسی» دلالت می‌کرد. داستان انتشار حجاب عروسی این بود که عروس‌های آراسته به صورت طبیعی از نشان دادن چهره‌شان در بین عموم تا زمانی که ازدواج کنند بسیار خجالت می‌کشیدند.
با پایان قرن نوزدهم لباس سفید در هر دو طرف اقیانوس اطلس انتخاب عروس‌های نخبه بود. اما عروس‌های طبقه متوسط بریتانیا و آمریکا روش‌شان را تا جنگ جهانی دوم به‌طور کامل تغییر ندادند. با شکوفایی آن در قرن بیستم این سنت شامل تجربه یک بار پوشیدن این لباس برای هر فرد نیز شد. همان‌طور که پیشینه‌شناس ویکی هوارد می‌نویسد «اگر یک عروس در قرن نوزدهم سفید می‌پوشید، این احتمال مورد قبول نیز بود که او این لباس بلندش را دوباره بپوشد» حتی ملکه ویکتوریا لباس عروسی توردار مشهورش را برای استفاده دوباره دوباره طراحی کرد.
نقش‌های عروسی در فیلم‌های هالی‌وودی به ویژه دقیقاً پس از جنگ جهانی دوم، به متبلور شدن عروسی سفید به شکل یک هنجار کمک کرد.
سبک عروسی سفید در ۱۹۸۱ بار دیگر به شکل چشمگیری ترقی کرد، زمانی که سه چهارم میلیارد نفر از مردم (یک ششم جمعیت کل جهان)، شاهد ازدواج چارلز، شاهزاده ولز و دایانا سپنسر در لباس مجلل پرکارش با ۲۵ فوت درازا شدند. این عروسی به‌طور کلی با عنوان تأثیر‌گذارترین عروسی سفید قرن بیستم مطرح می‌شود.

## نگارخانه

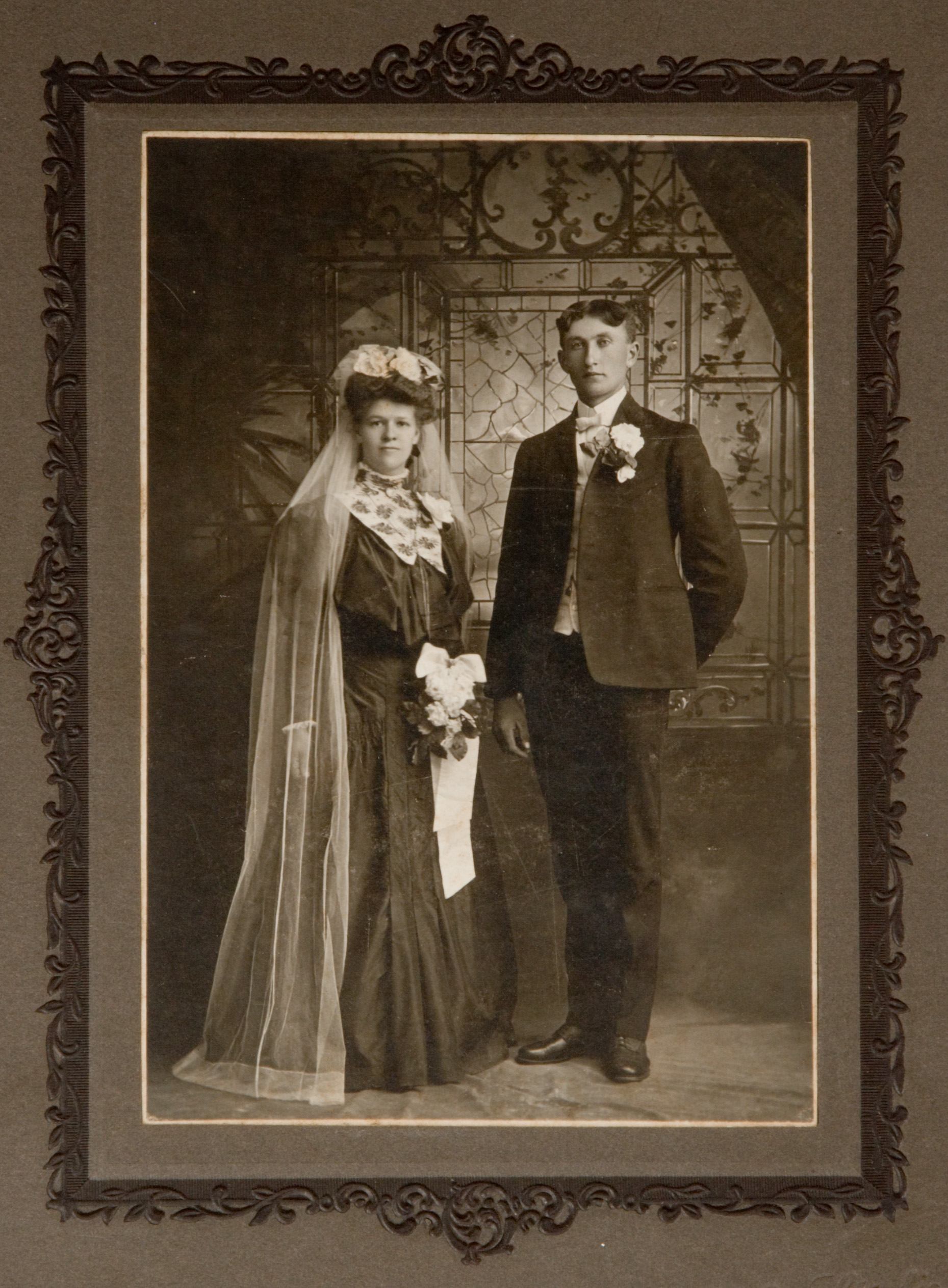
اواخر دهه ۱۸۰۰
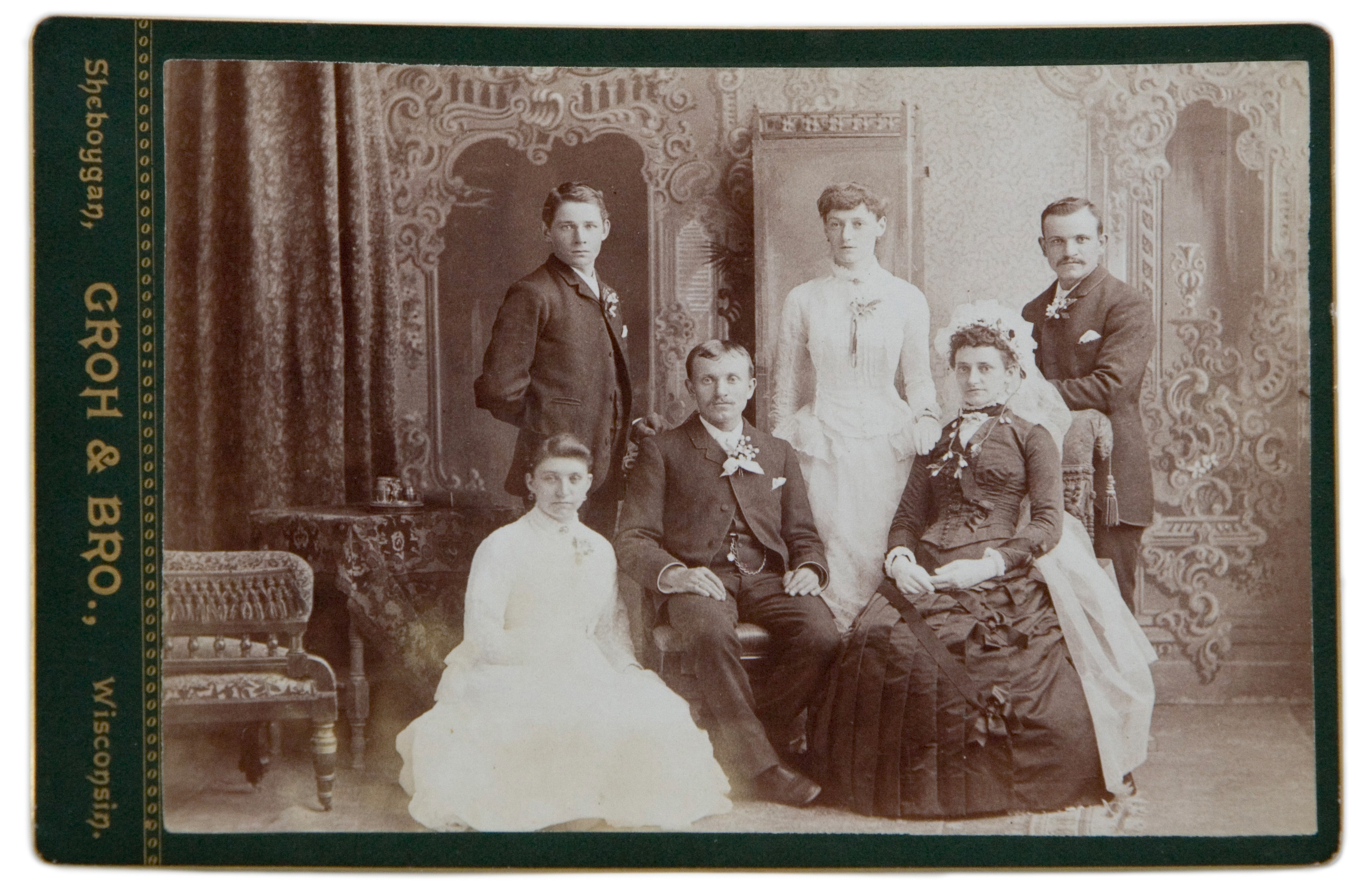
یک مهمانی عروسی از دهه ۱۸۷۰ یا ۱۸۸۰
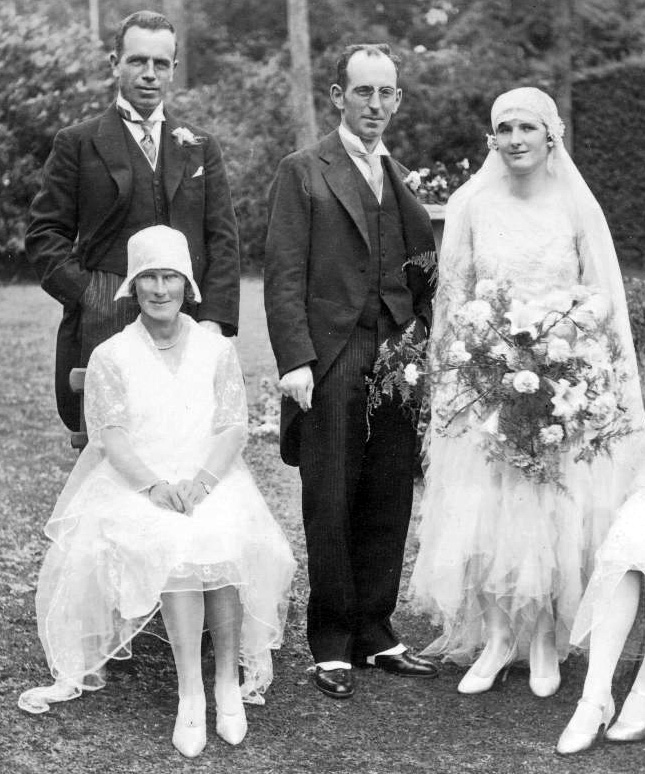
عروسی ۱۹۲۹
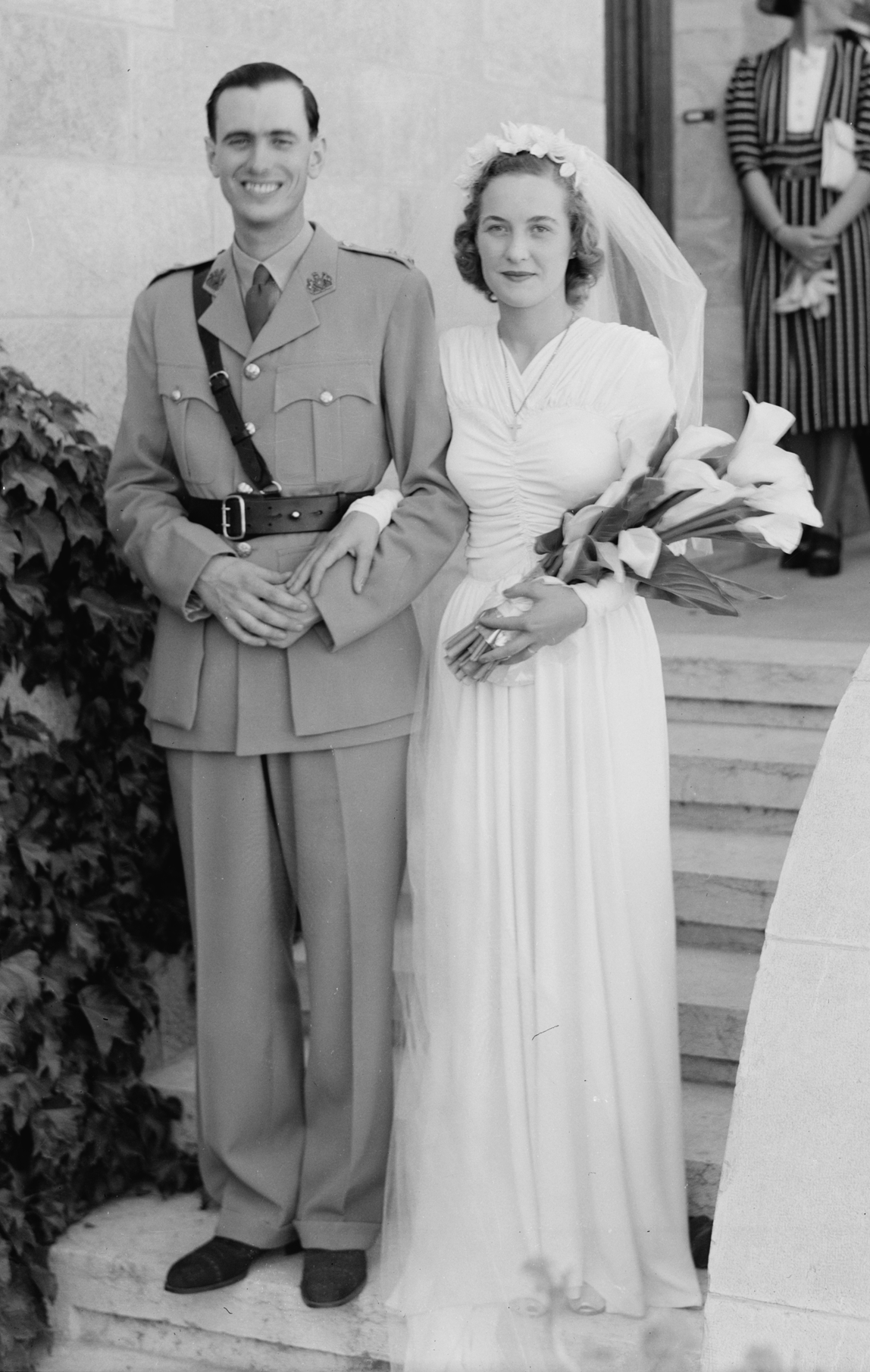
عروسی ۱۹۴۲
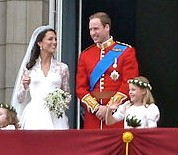
عروسی ۲۰۱۱